# Terra mentonasca
La Terra mentonasca o Paese mentonasco (Paìs mentunasc in dialetto mentonasco, Pays mentonasque in francese) è un territorio di minoranza etnico-linguistica, situato a cavallo del dipartimento delle Alpi Marittime (Francia) e del Principato di Monaco (dialetto monegasco).
La sua capitale culturale è Mentone e la lingua parlata è il dialetto mentonasco, idioma classificato come variante dell'occitano con influenza  ligure.
Il territorio mentonasco comprende i seguenti comuni francesi (riportati in mentonasco):
- Menton / Mentan (Mentone)
- Ròcabruna Caub Martin / Roca Bruna (Roccabruna)
- Guòrbs / Gouòr (Gorbio)
- O Castellar / Ou Castellà (Castellar)
- Castilhon / Castilhoun (Castiglione)
- Sant Anh / Sant Agne (Sainte-Agnès)
- Susper (Sospello)